# Ortigia
Ortigia (en italiano: Ortigia, en griego antiguo: Ὀρτυγία, romanizado: Ortygia) fue una isla y fortaleza de Siracusa, y sede original de la ciudad.
La fundación fue el año 734 a. C. (según la tradición, llevada a cabo por Eneas), y se inició en la isla de Ortigia (Ortygia). La llamaron Sirako (pantano). El nombre procede del griego antiguo órtyx (en griego antiguo: ὄρτυξ), que significa ‘codorniz’. Existe otra teoría que afirma que el nombre no es de procedencia griega sino fenicia, cuya traducción aproximada sería ‘roca de las gaviotas’. 

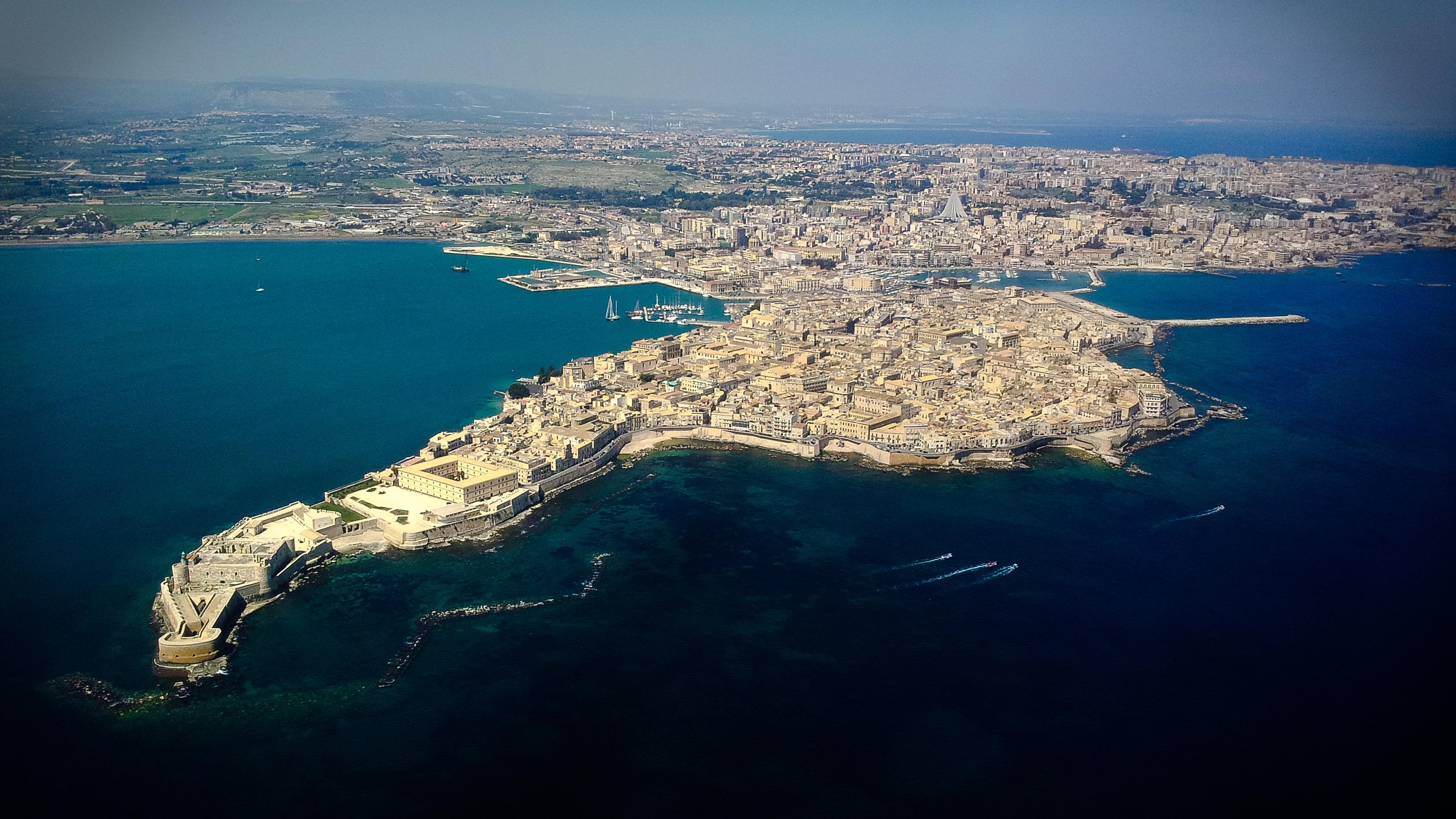
Vista panorámica.

La ciudad de Siracusa fue consagrada a Diana (uno de sus sobrenombres era Ortigia) y tomó el nombre de una laguna o marisma que se llamaba Syraco (nombre indígena), en los alrededores.
La documentación arqueológica ha confirmado la existencia de un asentamiento indígena en el corazón de Ortigia, sustituido luego por el hábitat griego.
La isla de Ortigia estaba flanqueada por dos óptimos puertos: el puerto Pequeño o Lakkios al norte y el puerto Grande al sur.
Fue fuertemente fortificada por Dionisio I, pero las fortificaciones fueron destruidas en 343 a. C. por Timoleón, porque la fortaleza había sido el lugar que había permitido el dominio de los tiranos locales.

### Mitología
Ya en uno de los himnos homéricos se nos dice que Ártemis nació en Ortigia. El himno, dice, a saber: «¡Salve, Leto bienaventurada, porque pariste hijos ilustres: Apolo soberano y Ártemis, diseminadora de dardos, a la una en Ortigia, al otro en la rocosa Delos, cuando te apoyaste en la gran montaña y en la altura del Cinto, muy cerca de la palmera, cabe las corrientes del Inopo». Estrabón, no obstante, opina que Delos recibía antiguamente el nombre de Ortigia. Homero dice que en la isla de Ortigia la casta Ártemis arrojó saetas para terminar con la vida de Orión. Higino narra que Júpiter (Zeus) persiguió a Asteria y esta, para zafarse de su persecutor, adoptó la forma de pájaro «ortigia», esto es, codorniz, y se arrojó al mar. De ella emergió la isla llamada Ortigia y más tarde Latona (Leto) pariría aquí a Diana (Ártemis) y Apolo, y desde entonces la isla flotante pasó a llamarse Delos.

## Arqueología

### Época de la fundación
Excavaciones realizadas en Ortigia, en el área del Ayuntamiento y de la Prefectura, han sacado a la luz, por debajo del templo jónico de la segunda mitad del siglo VI a. C., viviendas que se fechan en los últimos decenios del siglo VIII a. C., y por tanto, atribuibles a los primeros colonos. Están formadas por unas habitaciones cuadradas o rectangulares, de 4x4 o 4 x 2,50 m, que al parecer estaban dispuestas según unas líneas que reflejan probablemente la primera división en lotes, tanto del espacio como de la tierra, que se hizo en el momento de la fundación de la colonización griega.
El hallazgo de niveles de ocupación datables a fines del siglo VIII a. C. en el área de Ortigia, como, por ejemplo, los 34 pozos excavados en 1891 por Paolo Orsi, que los relacionó con un gran número de pequeñas casa arcaicas, había hecho suponer que la primitiva estructura de la ciudad griega se había limitado sólo a Ortigia, a partir de la cual se habría ido extendiendo progresivamente en épocas sucesivas.
Ortigia estaba atravesada, al menos desde mediados del siglo VIII a. C., por un sistema de calles ortogonales, constituido por un eje norte-sur correspondiente a las actuales calles de Dion y Roma. Este eje debía de quedar cortado por arterias más pequeñas y girar hacia el oeste siguiendo la dirección del istmo.

Esta estructura primitiva, que ocupaba toda la superficie de Ortigia, de 1.500 metros (m) de longitud y 600 m de anchura, se conservó en época medieval y llegó hasta la época moderna, y todavía hoy puede reconocerse en parte.

### Templo de Apolo

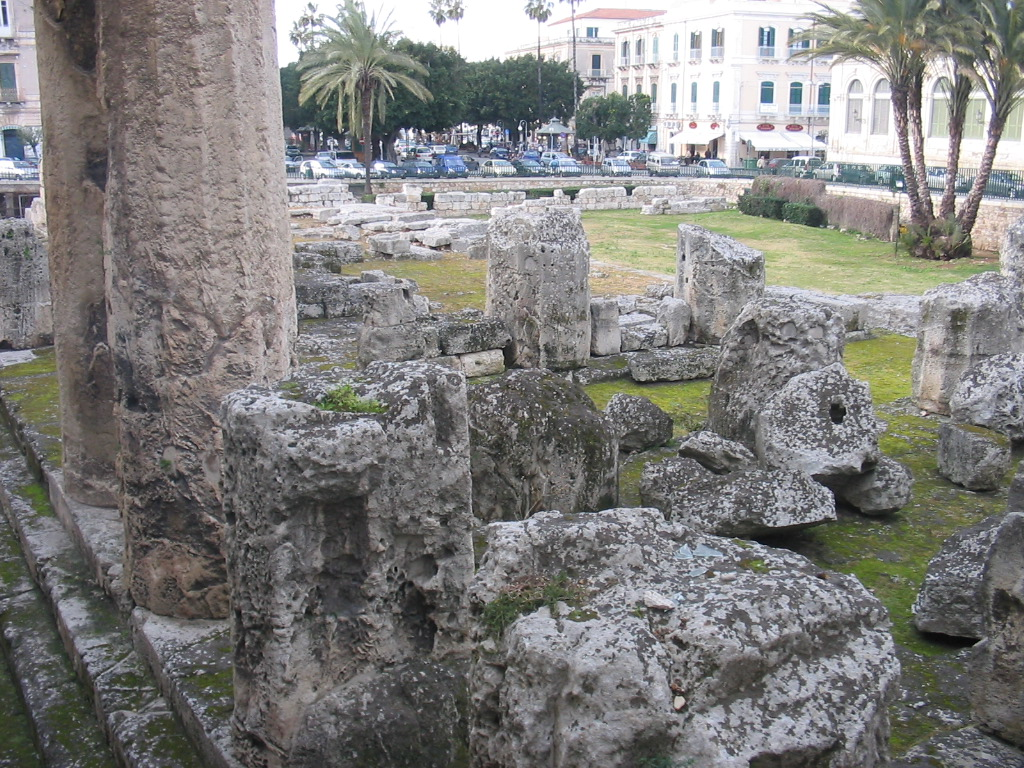
Templo de Apolo de la isla de Ortigia.

Poco después del puente que une la isla de Ortigia a tierra firme, (en el Paseo XXV de Julio), se hallan las grandes ruinas del templo griego de Apolo (Apolonion) descubierto por Cavallari en 1862 y excavado totalmente entre 1938 y 1943, cuando se desmanteló un cuartel español y las casuchas de época medieval, entre cuyos muros había quedado encerrado en la fase final de las transformaciones por las que pasó. Al principio había sido transformado en iglesia bizantina, luego en mezquita árabe, e incluso en basílica normanda.
El culto de este templo ha sido identificado sobre la base de una inscripción incisa en la cara de la grada más alta del lado este. Está escrita en letras arcaicas, de casi 8 m de longitud, sin duda contemporáneas de la construcción del templo, que data del primer cuarto del siglo VI a. C. El texto dice: «Cleómedes (o Cleómenes) hizo para Apolo (el templo), hijo de Cnidieidas, y levantó las columnatas, hermosas obras». Así pues, se menciona el nombre del arquitecto, algo muy raro en época arcaica, y además se subraya la importancia de la columnata de piedra, igualmente una obra excepcional para la época, seguramente debida a un tal Epicles. El templo muy parecido al de Apolo en Corinto, metrópoli de Siracusa, presenta algunas variantes locales y es, sin duda alguna, el templo dórico períptero más antiguo de Sicilia.

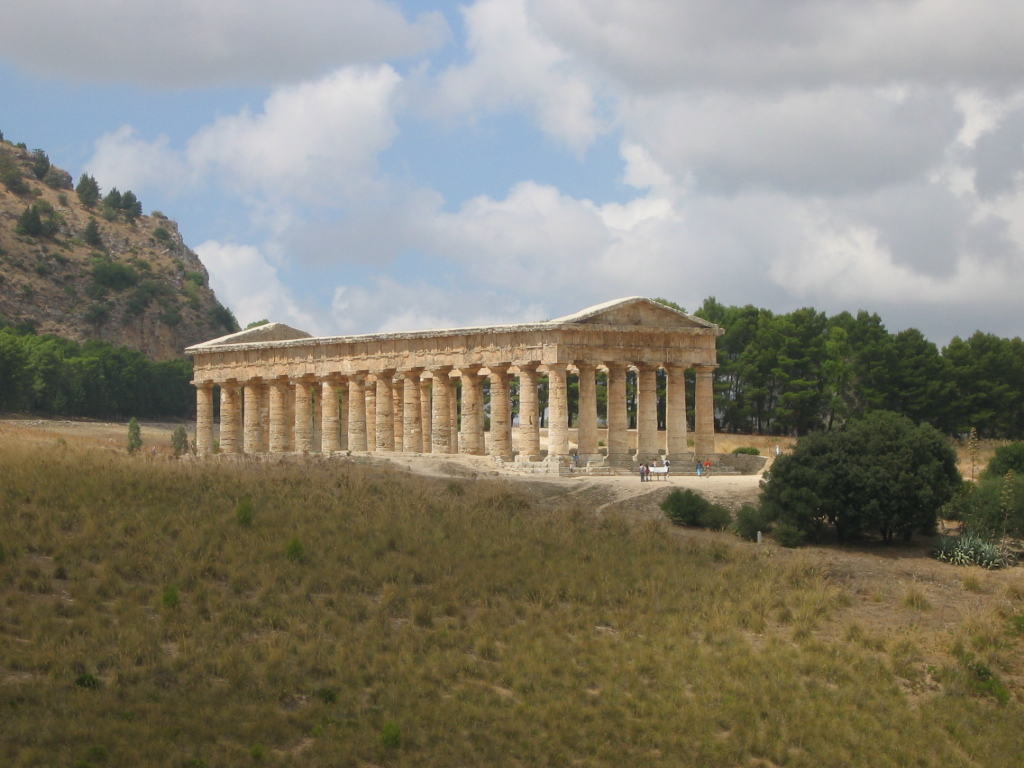
Templo dórico de Segesta (Sicilia), con 6×14 columnas, sobre una base 56×21 m.

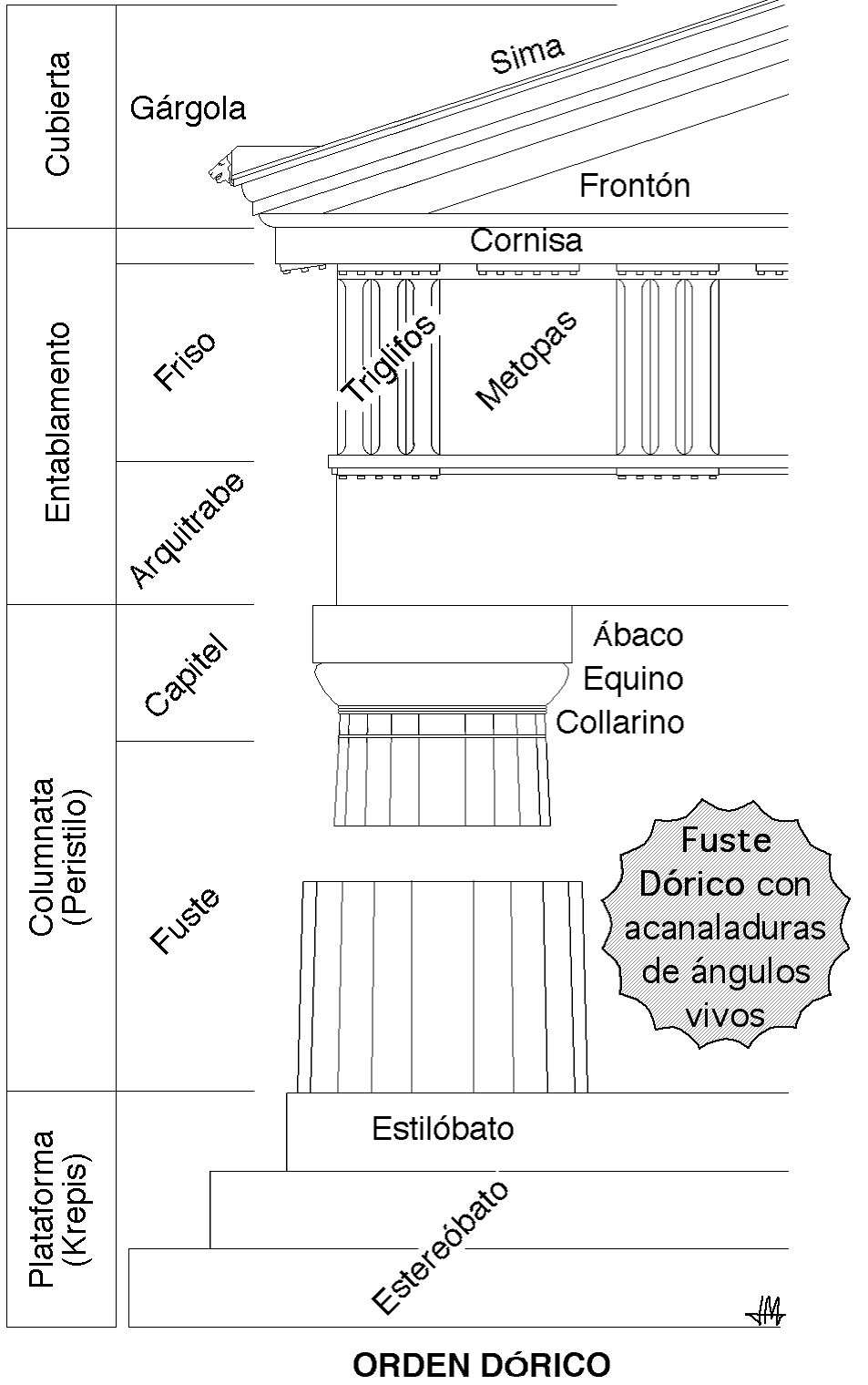
ORDEN DÓRICO Plataforma escalonada (krepis) Columnata (peristilo) Fuste con acanaladuras de aristas vivas Capitel Astrágalo (no collarino) Equino circular Ábaco cuadrado Entablamento Arquitrabe liso Friso Triglifos Metopas Cornisa Cubierta Frontón Vertiente o Sima.

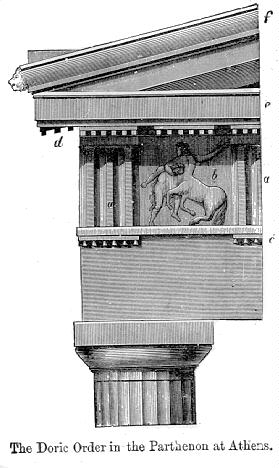
Orden Dórico

El Templo dórico de 58,10 m x 24,50 m, es de planta muy alargada, está construido con bloques de arenisca y tiene unas poderosas construcciones de 2,30 m de profundidad. Del alzado se han conservado dos columnas con el arquitrabe, trozos de las columnas de la fachada y del lado largo meridional, así como el muro de la cella que da a este lado. En un principio había seis columnas en los lados cortos y diecisiete en los largos. Las columnas que pesaban unas 40 toneladas cada una, eran monolíticas y, con el capitel, alcanzaban una altura de 7,89 m. Estas columnas presentan, además, unas acanaladuras, casi planas y están muy próximas entre sí, según criterios propios de época arcaica, del mismo modo que el arquitrabe era muy alto: alcanzaba los 2,50 m.
La parte central del templo, de 37,20 m de longitud y 11,60 m de anchura, estaba precedida por una alta columnata, paralela a la perístasis oriental, que daba mayor frontalidad a la fachada. La cella no terminaba en un opistodomos, sino en un ádyton  (el lugar más inaccesible del templo) largo y estrecho, parecido al del templo, algo más antiguo de Corfú.
La parte superior del templo estaba decorada con bellísimas terracotas arquitectónicas: un gorgoneion de terracota de 1,70 m decoraba la parte central del frontón, mientras que un jinete esculpido en piedra, del que se han conservado algunos fragmentos, constituía la acrotera central.
En los lados sur y oeste, a poca distancia del templo, hay restos del muro que delimitaba la zona sagrada propia de este santuario.
La atribución del culto a Apolo, se dedujo por la inscripción de la cella, pero a causa de la referencia de Cicerón, en un pasado el edificio se había atribuido también a Artemisa, o a ambas divinidades.

### Templo de Artemisa
Muy probablemente, el templo dedicado a Artemisa citado por Cicerón no ha sido aún identificado, o tal vez coincidiría con el gran templo jónico, del que sólo se conservan los cimientos, excavados debajo del palacio Vermexio, junto al lado norte de la catedral. Sin duda el culto a Artemisa era muy importante en Siracusa. Sabemos que Píndaro llamaba a Ortigia «la morada de la Artemisa fluvial» (Píticas, II, 11). Además Tito Livio (XXV, 23) recuerda que la fiesta de Artemisa era la celebración principal de la ciudad; duraba tres días.
Los restos de los cimientos del templo jónico, de 59 por 25 m, permiten imaginar un edificio de grandes proporciones, muy parecido a los templos jónicos de Asia Menor, como, por ejemplo, el Artemisión de Éfeso, con el que el de Siracusa comparte además, la particularidad de poseer la parte inferior de las columnas preparadas para ser decorada con motivos esculpidos. Parece que en el templo de Siracusa, fechable a fines del siglo VI a. C., los trabajos de acabado no se llevaron nunca a cabo, tal vez a consecuencia de las grandes tensiones que se sucedieron en la ciudad a partir de ese momento y hasta principios del siglo V a. C.

### Templo de Zeus Olímpico
Muy parecido al Apolonion, tanto por la planta como por las terracotas arquitectónicas, es el templo dedicado a Zeus Olímpico, que se levantaba en un santuario situado fuera de la ciudad, cerca de la desembocadura del Ciane.

Se fecha alrededor del 560 a. C. y presenta características típicamente sicilianas, como la doble hilera de columnas en la fachada.
El templo, alargado, de 20,50 por 60 m, tenía columnas monolíticas de casi 8 m de altura. Excavado a partir de 1893, se halla en mal estado de conservación: quedan en pie parte del crepidoma y dos columnas.

Por Diodoro Sículo (X, 28, 1) sabemos que alrededor del año 491 a. C., tras la victoria de Heloros, Hipócrates de Gela acampó cerca de este templo. cuando descubrió al sacerdote y a otros personajes que intentaban robar el manto de la estatua y los exvotos, que en su mayoría eran de oro, ahuyentó a los ladrones y no tocó nada de los tesoros del santuario, que por el culto recuerda al gran santuario de Olimpia.
Pausanias (X, 27, 6) refiere que en el 414 a. C., los atenienses acamparon en el mismo lugar y no tocaron el tesoro.
Cicerón (Sobre la naturaleza de los dioses, III, 83) asegura que el tirano Dionisio I robó el manto de oro de la estatua del dios que Gelón había dedicado con el dinero del botín obtenido tras la batalla de Hímera. Dionisio había justificado este hecho diciendo que un manto de lana protegería mejor del calor y del frío a la divinidad.

### El Athenaion
En memoria de la victoria de Hímera, se erigió en Siracusa un templo grandioso, el Athenaion. Se levantaba justamente en el centro de Ortigia, donde hoy se encuentra la catedral, que ha englobado y conservado el gran templo dórico.
Se erigió entre el 480 a. C. y 470 a. C., sobre un templo dórico posiblemente de mediados del siglo VI a. C. Es un gran templo períptero dórico de 22 x 55 m construido de piedra arenisca local, con seis columnas en los lados cortos y catorce en los largos, y con revestimientos arquitectónicos de mármol de las Cícladas. La cella presenta un pronaos y un opistodomos in antis: han desaparecido ya los rasgos «dialectales» que caracterizaban a los templos siracusanos y sicilianos de época arcaica. La mayor parte del conocimiento actual de la arquitectura griega proviene del período arcaico tardío (550-500 a. C.), la época de Pericles (450-430 a. C.), y el periodo puramente clásico (430-400 a. C.). Los ejemplos griegos son considerados junto a los períodos helenístico y romano (puesto que la arquitectura romana copió en gran medida a la griega), y fuentes escritas tardías tales como Vitrubio (siglo I). Como resultado, queda una fuerte tendencia hacia los templos, los únicos edificios que sobreviven en un número significativo.
En el siglo VII fue trasformado en iglesia cristiana. Se recortaron arcadas de los muros laterales de la cella, que se convirtió en la nave central. Las naves laterales se obtuvieron con el espacio comprendido entre los muros de la cella y las columnatas, cuyos intercolumnios se taparon.
El templo, mandado construir por Gelón, tras la victoria contra los cartagineses, no buscaba la grandiosidad, sino una sólida distribución de los volúmenes y la perfección de la forma: es exactamente igual al templo de la victoria construido en Hímera en el mismo periodo.
La identificación del templo, restaurado en los primeros decenios del siglo XX eliminando los añadidos barrocos de la catedral, con el Athenaion se basa en el pasaje de Cicerón, que cantaba su magnificencia. Poseía puertas con decoraciones de marfil y bullones de oro. En las paredes internas había tablas pintadas que conmemoraban el combate entre la caballería mandada por Agatocles contra los cartagineses, destinadas ideológicamente a enlazar la victoria de Agatocles contra los cartagineses con la de Hímera, que había visto a Gelón vencedor sobre estos mismos bárbaros y tras la cual se había construido el templo.
Había además, 27 retratos de tiranos y reyes de Sicilia, probablemente encargados también por Agatocles, el cual, de este modo, siendo de ascendencia humilde, se unía a una serie de antepasados ideales.
Todas estas riquezas y tesoros de arte fueron completamente saqueados por Cayo Verres.
Por Ateneo sabemos además, que en lo alto del templo se había colocado el escudo dorado de la diosa Atenea, que se divisaba de lejos en el mar e indicaba el camino a los navegantes.
Tal vez se pueda reconocer una de las acroteras del templo en una Niké de mármol, representada corriendo, esculpida probablemente en Quíos, y que se conserva en el Museo Arqueológico de Siracusa.